# Atletica leggera ai Giochi della XXII Olimpiade - 3000 metri siepi

Video della Finale (gara completa)

Video della gara (sintesi)

I 3000 metri siepi hanno fatto parte del programma maschile di atletica leggera ai Giochi della XXII Olimpiade. La competizione si è svolta nei giorni 26-31 luglio 1980 allo Stadio Lenin di Mosca.

## Presenze ed assenze dei campioni in carica
| Competizione   | Atleta               | Prestazione | Mosca 1980 |
| -------------- | -------------------- | ----------- | ---------- |
| Olimpiadi 1976 | Anders Gärderud      | 8'08”02     | Ritirato   |
| Europei 1978   | Bronisław Malinowski | 8'15”08     | Presente   |

### Assenti a causa del boicottaggio
| Competizione         | Atleta            | Prestazione |
| -------------------- | ----------------- | ----------- |
| Africani 1978        | Henry Rono        | 8'15”82     |
| Commonwealth 1978    | Henry Rono        | 8'26”54     |
| Asiatici 1978        | Masanari Shintaku | 8'40'7”     |
| Coppa del mondo 1979 | Kiprotich Rono    | 8'25”97     |

## La gara
Il campione uscente, lo svedese Anders Gärderud, si è ritirato dopo i Giochi di Montréal.

I favoriti per la vittoria finale emergono dalle semifinali: la prima la vince il tanzaniano Filbert Bayi, mentre la seconda è appannaggio del polacco Bronisław Malinowski, campione europeo in carica e secondo a Montréal.

Filbert Bayi viene dai 1500, quindi ci si aspetta da lui una gara all'attacco. E così è: in finale il tanzaniano si pone in testa al gruppo e dopo pochi giri accelera accumulando un ampio vantaggio. Conduce gran parte della corsa in testa. Sembra avere la gara in pugno: il suo distacco non accenna a diminuire.

Dopo il suono della campanella dell'ultimo giro accade ciò che sembrava imprevedibile: Malinowski riduce progressivamente il distacco e va a prendere l'etiope prima della fossa. Lo supera di slancio, s'invola verso il traguardo e va a vincere sull'esausto Bayi.

## Risultati

### Turni eliminatori
| 3 Batterie   | 26 luglio | 32 partenti    | Si qualificano i primi 7 + i 3 migliori tempi” |
| 2 Semifinali | 28 luglio | 12 + 12        | Si qualificano i primi 4 + i 4 migliori tempi” |
| Finale       | 31 luglio | 12 concorrenti |                                                |

### Finale
| Primatista mondiale   | 8'05"4  | 1978      | Henry Rono  |
| Primatista stagionale | 8'15"68 | 28 giugno | Henry Marsh |

| Posizione | Nome                 | Paese            | Tempo   | Note                          |
| --------- | -------------------- | ---------------- | ------- | ----------------------------- |
| Oro       | Bronisław Malinowski | Polonia          | 8'09”70 |                               |
| Argento   | Filbert Bayi         | Tanzania         | 8'12”48 | Record nazionale              |
| Bronzo    | Erhetu Tura          | Etiopia          | 8'13”57 |                               |
| 4         | Domingo Ramón        | Spagna           | 8'15”74 |                               |
| 5         | Francisco Sánchez    | Spagna           | 8'17”93 |                               |
| 6         | Giuseppe Gerbi       | Italia           | 8'18”47 | Miglior prestazione personale |
| 7         | Bogusław Mamiński    | Polonia          | 8'19”43 |                               |
| 8         | Anatoliy Dimov       | Unione Sovietica | 8'19”75 |                               |
| 9         | Vasile Bichea        | Romania          | 8'23”86 |                               |
| 10        | Dušan Moravčík       | Cecoslovacchia   | 8'29”03 |                               |
| 11        | Lahcen Babaci        | Algeria          | 8'31”80 |                               |
| 12        | Tommy Ekblom         | Finlandia        | 8'40”86 |                               |